# 6e étape du Tour de France 2005
Pour un article plus général, voir Tour de France 2005.
La 6e étape du Tour de France 2005 s'est déroulée le 7 juillet 2005 entre Troyes et Nancy sur une distance de 187 km.

## Déroulement de la course
Cette étape, disputée sous un ciel bas et gris, s'est conclue par la chute du Français Christophe Mengin lors du dernier virage qui a provoqué une chute collective permettant à Lorenzo Bernucci de remporter sa première grande victoire sportive. Lance Armstrong reste maillot jaune malgré le rapprochement à 1 min 02 s de Alexandre Vinokourov qui a profité de sa deuxième position de l'étape et du système des bonifications sur la ligne d'arrivée.

### Sprints intermédiaires
| Premier   | Christophe Mengin | 6 P. et 6 s |
| Second    | Jaan Kirsipuu     | 4 P. et 4 s |
| Troisième | Stéphane Augé     | 2 P. et 2 s |

| Premier   | Mauro Gerosa  | 6 P. et 6 s |
| Second    | Jaan Kirsipuu | 4 P. et 4 s |
| Troisième | Stéphane Augé | 2 P. et 2 s |

| Premier   | Stéphane Augé     | 6 P. et 6 s |
| Second    | Mauro Gerosa      | 4 P. et 4 s |
| Troisième | Christophe Mengin | 2 P. et 2 s |

### Côtes
| Premier   | Stéphane Augé     | 3 P. |
| Second    | Christophe Mengin | 2 P. |
| Troisième | Karsten Kroon     | 1 P. |

| Premier   | Karsten Kroon | 3 P. |
| Second    | Stéphane Augé | 2 P. |
| Troisième | Mauro Gerosa  | 1 P. |

| Premier   | Karsten Kroon     | 3 P. |
| Second    | Stéphane Augé     | 2 P. |
| Troisième | Christophe Mengin | 1 P. |

Côte de Maron Catégorie 4 (185,5 km)
| Premier   | Christophe Mengin | 3 P. |
| Second    | Mauro Gerosa      | 2 P. |
| Troisième | Jaan Kirsipuu     | 1 P. |

## Classement de l'étape
| \| Classement de l'étape \| Classement de l'étape \| Classement de l'étape \| Classement de l'étape \| Classement de l'étape \| \| Coureur \| Coureur \| Pays \| Équipe \| Temps \| \| --------------------- \| --------------------- \| --------------------- \| ----------------------- \| --------------------- \| \| 1er \| Lorenzo Bernucci \| Italie \| Fassa Bortolo \| 4 h 12 min 52 s \| \| 2e \| Alexandre Vinokourov \| Kazakhstan \| T-Mobile \| + 0 s \| \| 3e \| Robert Förster \| Allemagne \| Gerolsteiner \| + 7 s \| \| 4e \| Angelo Furlan \| Italie \| Domina Vacanze-De Nardi \| + 7 s \| \| 5e \| Thor Hushovd \| Norvège \| Crédit Agricole \| + 7 s \| \| 6e \| Kim Kirchen \| Luxembourg \| Fassa Bortolo \| + 7 s \| \| 7e \| Gianluca Bortolami \| Italie \| Lampre-Caffita \| + 7 s \| \| 8e \| Egoi Martínez \| Espagne \| Euskaltel-Euskadi \| + 7 s \| \| 9e \| Gerrit Glomser \| Autriche \| Lampre-Caffita \| + 7 s \| \| 10e \| Kurt Asle Arvesen \| Norvège \| CSC \| + 7 s \| |                      |            |                         |                 |
| |                      |            |                         |                 |
| |                      |            |                         |                 |
| Classement de l'étape |                      |            |                         |                 |
| Coureur | Coureur              | Pays       | Équipe                  | Temps           |
| 1er | Lorenzo Bernucci     | Italie     | Fassa Bortolo           | 4 h 12 min 52 s |
| 2e | Alexandre Vinokourov | Kazakhstan | T-Mobile                | + 0 s           |
| 3e | Robert Förster       | Allemagne  | Gerolsteiner            | + 7 s           |
| 4e | Angelo Furlan        | Italie     | Domina Vacanze-De Nardi | + 7 s           |
| 5e | Thor Hushovd         | Norvège    | Crédit Agricole         | + 7 s           |
| 6e | Kim Kirchen          | Luxembourg | Fassa Bortolo           | + 7 s           |
| 7e | Gianluca Bortolami   | Italie     | Lampre-Caffita          | + 7 s           |
| 8e | Egoi Martínez        | Espagne    | Euskaltel-Euskadi       | + 7 s           |
| 9e | Gerrit Glomser       | Autriche   | Lampre-Caffita          | + 7 s           |
| 10e | Kurt Asle Arvesen    | Norvège    | CSC                     | + 7 s           |

## Classement général
| \| Classement général \| Classement général \| Classement général \| Classement général \| Classement général \| \| Coureur \| Coureur \| Pays \| Équipe \| Temps \| \| ------------------ \| -------------------- \| ------------------ \| ------------------ \| ------------------ \| \| 1er \| Lance Armstrong \| États-Unis \| Discovery Channel \| DQ \| \| 2e \| George Hincapie \| États-Unis \| Discovery Channel \| DQ \| \| 3e \| Alexandre Vinokourov \| Kazakhstan \| T-Mobile \| + 1 min 02 s \| \| 4e \| Jens Voigt \| Allemagne \| CSC \| + 1 min 04 s \| \| 5e \| Bobby Julich \| États-Unis \| CSC \| + 1 min 07 s \| \| 6e \| José Luis Rubiera \| Espagne \| Discovery Channel \| + 1 min 14 s \| \| 7e \| Yaroslav Popovych \| Ukraine \| Discovery Channel \| + 1 min 16 s \| \| 8e \| Benjamín Noval \| Espagne \| Discovery Channel \| + 1 min 26 s \| \| 9e \| Ivan Basso \| Italie \| CSC \| + 1 min 26 s \| \| 10e \| Kurt Asle Arvesen \| Norvège \| CSC \| + 1 min 32 s \| |                      |            |                   |              |
| |                      |            |                   |              |
| |                      |            |                   |              |
| Classement général |                      |            |                   |              |
| Coureur | Coureur              | Pays       | Équipe            | Temps        |
| 1er | Lance Armstrong      | États-Unis | Discovery Channel | DQ           |
| 2e | George Hincapie      | États-Unis | Discovery Channel | DQ           |
| 3e | Alexandre Vinokourov | Kazakhstan | T-Mobile          | + 1 min 02 s |
| 4e | Jens Voigt           | Allemagne  | CSC               | + 1 min 04 s |
| 5e | Bobby Julich         | États-Unis | CSC               | + 1 min 07 s |
| 6e | José Luis Rubiera    | Espagne    | Discovery Channel | + 1 min 14 s |
| 7e | Yaroslav Popovych    | Ukraine    | Discovery Channel | + 1 min 16 s |
| 8e | Benjamín Noval       | Espagne    | Discovery Channel | + 1 min 26 s |
| 9e | Ivan Basso           | Italie     | CSC               | + 1 min 26 s |
| 10e | Kurt Asle Arvesen    | Norvège    | CSC               | + 1 min 32 s |

Les Américains David Zabriskie, George Hincapie et Lance Armstrong ont été déclassés en 2012.

## Classements annexes
| Classement par points | Classement par points | Classement par points | Classement par points           | Classement par points |
| Coureur               | Coureur               | Pays                  | Équipe                          | Points                |
| --------------------- | --------------------- | --------------------- | ------------------------------- | --------------------- |
| 1er                   | Tom Boonen            | Belgique              | Quick Step-Innergetic           | 106 pts               |
| 2e                    | Thor Hushovd          | Norvège               | Crédit Agricole                 | 99 pts                |
| 3e                    | Stuart O'Grady        | Australie             | Cofidis-Le Crédit par Téléphone | 76 pts                |
| 4e                    | Angelo Furlan         | Italie                | Domina Vacanze-De Nardi         | 73 pts                |
| 5e                    | Robert Förster        | Allemagne             | Gerolsteiner                    | 62 pts                |

| Classement par points | Classement par points | Classement par points | Classement par points           | Classement par points |
| Coureur               | Coureur               | Pays                  | Équipe                          | Points                |
| --------------------- | --------------------- | --------------------- | ------------------------------- | --------------------- |
| 1er                   | Tom Boonen            | Belgique              | Quick Step-Innergetic           | 106 pts               |
| 2e                    | Thor Hushovd          | Norvège               | Crédit Agricole                 | 99 pts                |
| 3e                    | Stuart O'Grady        | Australie             | Cofidis-Le Crédit par Téléphone | 76 pts                |
| 4e                    | Angelo Furlan         | Italie                | Domina Vacanze-De Nardi         | 73 pts                |
| 5e                    | Robert Förster        | Allemagne             | Gerolsteiner                    | 62 pts                |

| Classement de la montagne | Classement de la montagne | Classement de la montagne | Classement de la montagne       | Classement de la montagne |
| Coureur                   | Coureur                   | Pays                      | Équipe                          | Points                    |
| ------------------------- | ------------------------- | ------------------------- | ------------------------------- | ------------------------- |
| 1er                       | Karsten Kroon             | Pays-Bas                  | Rabobank                        | 7 pts                     |
| 2e                        | Stéphane Augé             | France                    | Cofidis-Le Crédit par Téléphone | 7 pts                     |
| 3e                        | Erik Dekker               | Pays-Bas                  | Rabobank                        | 6 pts                     |
| 4e                        | Christophe Mengin         | France                    | La Française des jeux           | 6 pts                     |
| 5e                        | Thomas Voeckler           | France                    | Bouygues Telecom                | 5 pts                     |

| Classement de la montagne | Classement de la montagne | Classement de la montagne | Classement de la montagne       | Classement de la montagne |
| Coureur                   | Coureur                   | Pays                      | Équipe                          | Points                    |
| ------------------------- | ------------------------- | ------------------------- | ------------------------------- | ------------------------- |
| 1er                       | Karsten Kroon             | Pays-Bas                  | Rabobank                        | 7 pts                     |
| 2e                        | Stéphane Augé             | France                    | Cofidis-Le Crédit par Téléphone | 7 pts                     |
| 3e                        | Erik Dekker               | Pays-Bas                  | Rabobank                        | 6 pts                     |
| 4e                        | Christophe Mengin         | France                    | La Française des jeux           | 6 pts                     |
| 5e                        | Thomas Voeckler           | France                    | Bouygues Telecom                | 5 pts                     |

| Classement du meilleur jeune | Classement du meilleur jeune | Classement du meilleur jeune | Classement du meilleur jeune   | Classement du meilleur jeune |
| Coureur                      | Coureur                      | Pays                         | Équipe                         | Temps                        |
| ---------------------------- | ---------------------------- | ---------------------------- | ------------------------------ | ---------------------------- |
| 1er                          | Yaroslav Popovych            | Ukraine                      | Discovery Channel              | 17 h 59 min 27 s             |
| 2e                           | Vladimir Karpets             | Russie                       | Illes Balears-Caisse d'Épargne | + 57 s                       |
| 3e                           | Fabian Cancellara            | Suisse                       | Fassa Bortolo                  | + 1 min 14 s                 |
| 4e                           | Alberto Contador             | Espagne                      | Liberty Seguros-Würth          | + 1 min 19 s                 |
| 5e                           | Tom Boonen                   | Belgique                     | Quick Step-Innergetic          | + 1 min 53 s                 |

| Classement du meilleur jeune | Classement du meilleur jeune | Classement du meilleur jeune | Classement du meilleur jeune   | Classement du meilleur jeune |
| Coureur                      | Coureur                      | Pays                         | Équipe                         | Temps                        |
| ---------------------------- | ---------------------------- | ---------------------------- | ------------------------------ | ---------------------------- |
| 1er                          | Yaroslav Popovych            | Ukraine                      | Discovery Channel              | 17 h 59 min 27 s             |
| 2e                           | Vladimir Karpets             | Russie                       | Illes Balears-Caisse d'Épargne | + 57 s                       |
| 3e                           | Fabian Cancellara            | Suisse                       | Fassa Bortolo                  | + 1 min 14 s                 |
| 4e                           | Alberto Contador             | Espagne                      | Liberty Seguros-Würth          | + 1 min 19 s                 |
| 5e                           | Tom Boonen                   | Belgique                     | Quick Step-Innergetic          | + 1 min 53 s                 |

| Classement par équipes | Classement par équipes | Classement par équipes | Classement par équipes |
| Équipe                 | Équipe                 | Pays                   | Temps                  |
| ---------------------- | ---------------------- | ---------------------- | ---------------------- |
| 1re                    | CSC                    | Danemark               | 51 h 35 min 22 s       |
| 2e                     | Discovery Channel      | États-Unis             | + 2 s                  |
| 3e                     | T-Mobile               | Allemagne              | + 2 min 17 s           |
| 4e                     | Phonak Hearing Systems | Suisse                 | + 3 min 02 s           |
| 5e                     | Liberty Seguros-Würth  | Espagne                | + 3 min 22 s           |

| Classement par équipes | Classement par équipes | Classement par équipes | Classement par équipes |
| Équipe                 | Équipe                 | Pays                   | Temps                  |
| ---------------------- | ---------------------- | ---------------------- | ---------------------- |
| 1re                    | CSC                    | Danemark               | 51 h 35 min 22 s       |
| 2e                     | Discovery Channel      | États-Unis             | + 2 s                  |
| 3e                     | T-Mobile               | Allemagne              | + 2 min 17 s           |
| 4e                     | Phonak Hearing Systems | Suisse                 | + 3 min 02 s           |
| 5e                     | Liberty Seguros-Würth  | Espagne                | + 3 min 22 s           |

## Abandon
- Claudio Corioni (Fassa Bortolo) : abandon